# Joseph Blandisi
Joseph Blandisi (né le 18 juillet 1994 à Markham dans la province d'Ontario au Canada) est un joueur professionnel canadien de hockey sur glace. Il évolue au poste d'attaquant.

## Biographie
Au terme de sa première saison dans la Ligue de hockey de l'Ontario avec l'Attack d'Owen Sound, il est repêché par l'Avalanche du Colorado au 162e rang du repêchage d'entrée dans la LNH 2012. Il a également porté les couleurs des 67 d'Ottawa et des Colts de Barrie au cours de sa carrière junior. Il ne reçoit pas de contrat avec l'Avalanche et est admissible au repêchage d'entrée dans la LNH 2014 mais aucune équipe ne le sélectionne.
Il est invité au camp d'entraînement des Sabres de Buffalo en vue de la saison 2014-2015 mais est finalement retourné aux Colts sans avoir de contrat. Il connaît une bonne saison en 2014-2015 avec 52 buts et 114 points et termine en tête des meilleurs buteurs de la LHO. Au cours de cette saison, en janvier 2015, il attire l'attention des Devils du New Jersey qui lui offrent un premier contrat professionnel pour une durée de trois ans.
Lors de sa première saison professionnelle, il partage sa saison entre la Ligue nationale de hockey avec New Jersey et Ligue américaine de hockey avec le club-école à Albany. Dans la LNH, il joue 41 matchs avec l'équipe du New Jersey.
Le 30 novembre 2017, les Devils du New Jersey décident de l'échanger aux Ducks d'Anaheim en compagnie de l'attaquant Adam Henrique et un choix de 3e ronde en 2018, en retour les Devils du New Jersey obtiennent le défenseur Sami Vatanen ainsi qu'un choix de repêchage conditionnel.
Le 17 janvier 2019, les Ducks d'Anaheim l'échangent aux Penguins de Pittsburgh en retour de l'attaquant Derek Grant.
Le 2 juillet 2019, il signe un contrat d'une saison de 700 000$ dollars avec les Penguins de Pittsburgh.
Le 20 février 2020, les Penguins l'échangent aux Canadiens de Montréal en compagnie de Jake Lucchini, en retour ils reçoivent Riley Barber ainsi que Philip Varone.

## Statistiques
| Saison     | Équipe                            | Ligue      |     | Saison régulière | Saison régulière | Saison régulière | Saison régulière | Saison régulière |   | Séries éliminatoires | Séries éliminatoires | Séries éliminatoires | Séries éliminatoires | Séries éliminatoires |
| Saison     | Équipe                            | Ligue      | PJ  | B                | A                | Pts              | Pun              | PJ               | B | A                    | Pts                  | Pun                  |                      |                      |
| 2010-2011  | Vipers de Vaughan                 | LHJO       | 7   | 2                | 0                | 2                | 14               | -                | - | -                    | -                    | -                    |                      |                      |
| 2011-2012  | Attack d'Owen Sound               | LHO        | 68  | 17               | 14               | 31               | 72               | 5                | 0 | 1                    | 1                    | 8                    |                      |                      |
| 2012-2013  | Attack d'Owen Sound               | LHO        | 37  | 7                | 18               | 25               | 49               | -                | - | -                    | -                    | -                    |                      |                      |
| 2012-2013  | 67 d'Ottawa                       | LHO        | 26  | 8                | 18               | 26               | 68               | -                | - | -                    | -                    | -                    |                      |                      |
| 2013-2014  | 67 d'Ottawa                       | LHO        | 37  | 21               | 16               | 37               | 57               | -                | - | -                    | -                    | -                    |                      |                      |
| 2013-2014  | Colts de Barrie                   | LHO        | 10  | 3                | 10               | 13               | 16               | -                | - | -                    | -                    | -                    |                      |                      |
| 2014-2015  | Colts de Barrie                   | LHO        | 68  | 52               | 60               | 112              | 126              | 9                | 6 | 8                    | 14                   | 22                   |                      |                      |
| 2015-2016  | Devils d'Albany                   | LAH        | 27  | 9                | 14               | 23               | 49               | 11               | 2 | 1                    | 3                    | 14                   |                      |                      |
| 2015-2016  | Devils du New Jersey              | LNH        | 41  | 5                | 12               | 17               | 34               | -                | - | -                    | -                    | -                    |                      |                      |
| 2016-2017  | Devils d'Albany                   | LAH        | 31  | 8                | 17               | 25               | 60               | 2                | 0 | 0                    | 0                    | 6                    |                      |                      |
| 2016-2017  | Devils du New Jersey              | LNH        | 27  | 3                | 6                | 9                | 26               | -                | - | -                    | -                    | -                    |                      |                      |
| 2017-2018  | Devils de Binghamton              | LAH        | 19  | 3                | 11               | 14               | 24               | -                | - | -                    | -                    | -                    |                      |                      |
| 2017-2018  | Gulls de San Diego                | LAH        | 27  | 5                | 10               | 15               | 40               | -                | - | -                    | -                    | -                    |                      |                      |
| 2017-2018  | Ducks d’Anaheim                   | LNH        | 3   | 0                | 0                | 0                | 2                | -                | - | -                    | -                    | -                    |                      |                      |
| 2018-2019  | Gulls de San Diego                | LAH        | 27  | 8                | 15               | 23               | 42               | -                | - | -                    | -                    | -                    |                      |                      |
| 2018-2019  | Ducks d’Anaheim                   | LNH        | 3   | 0                | 0                | 0                | 6                | -                | - | -                    | -                    | -                    |                      |                      |
| 2018-2019  | Penguins de Pittsburgh            | LNH        | 6   | 0                | 0                | 0                | 0                | -                | - | -                    | -                    | -                    |                      |                      |
| 2018-2019  | Penguins de Wilkes-Barre/Scranton | LAH        | 27  | 9                | 11               | 20               | 58               | -                | - | -                    | -                    | -                    |                      |                      |
| 2019-2020  | Penguins de Pittsburgh            | LNH        | 21  | 2                | 3                | 5                | 10               | -                | - | -                    | -                    | -                    |                      |                      |
| 2019-2020  | Penguins de Wilkes-Barre/Scranton | LAH        | 26  | 6                | 8                | 14               | 57               | -                | - | -                    | -                    | -                    |                      |                      |
| 2019-2020  | Rocket de Laval                   | LAH        | 4   | 1                | 3                | 4                | 4                | -                | - | -                    | -                    | -                    |                      |                      |
| 2020-2021  | Rocket de Laval                   | LAH        | 28  | 10               | 11               | 21               | 34               | -                | - | -                    | -                    | -                    |                      |                      |
| 2021-2022  | Marlies de Toronto                | LAH        | 43  | 12               | 17               | 29               | 48               | -                | - | -                    | -                    | -                    |                      |                      |
| 2022-2023  | Marlies de Toronto                | LAH        | 61  | 15               | 24               | 39               | 56               | 7                | 2 | 5                    | 7                    | 22                   |                      |                      |
| 2023-2024  | Marlies de Toronto                | LAH        | 70  | 25               | 34               | 59               | 110              | 3                | 1 | 2                    | 3                    | 0                    |                      |                      |
| 2024-2025  | Marlies de Toronto                | LAH        | 58  | 15               | 20               | 35               | 82               | 2                | 0 | 0                    | 0                    | 6                    |                      |                      |
| Totaux LNH | Totaux LNH                        | Totaux LNH | 101 | 10               | 21               | 31               | 78               | -                | - | -                    | -                    | -                    |                      |                      |

## Trophées et honneurs personnels
- 2014-2015 :
  - remporte le trophée Leo-Lalonde du meilleur joueur sur-âgé de la LHO.
  - nommé dans la troisième équipe d'étoiles de la LHO.